# Banco do Canadá
O Banco do Canadá (em inglês:  Bank of Canada, em francês: Banque du Canada) é o banco central do Canadá, fundado em 3 de julho de 1934 pelo Banco do Canadá Act. Em 11 de março de 1935 começa efetivamente as suas operações bancárias. É o banco que emite a moeda nacional, o dólar canadense. Sua sede fica em Ottawa.

O Banco do Canadá, sendo um banco central, é de criação recente. Ao longo da história do país não tinha, em princípio, necessidade de criar um banco central. O Banco de Montreal, de fato, cumprido essa tarefa, e do sistema bancário foi operado pelo Bankers Association canadense em colaboração com o governo. No entanto, esta situação mudou com a Grande Depressão de 1929. Muitos acusaram neste período, o sistema bancário de ser responsável por agravar a depressão, um momento de deflação e recessão econômica. Juntamente com os agricultores e pecuaristas, o Banco Royale do Canadá, que queria desmantelar parceria do governo com o Banco de Montreal, apelou à criação de um banco central.
O Primeiro-Ministro, R. B. Bennett, encomendou uma Comissão Real em 1933 para estudar a possibilidade de criar um banco central, emitindo essa uma resolução favorável. A fórmula utilizada foi a de uma empresa privada, sem influência do governo. Mais tarde, em 1938, tornou-se uma Sociedade da Coroa, cujo governador era nomeado pelo governo.
O Banco do Canadá tem sido atribuído como missão manter uma inflação baixa e estável, a política monetária segura e forte, suportando a estabilidade financeira e assegurar a gestão eficiente dos recursos públicos e da dívida pública. O governador é eleito pelo Conselho de Administração do banco para um período de sete anos e não pode ser removido pelo governo.

## Governadores do Banco do Canadá
- Graham Towers (8 de setembro de 1934 – 31 de dezembro de 1954)
- James Coyne (1º de janeiro de 1955 – 13 de julho de 1961)
- Louis Rasminsky (13 de julho de 1961 – 1º de fevereiro de 1973)
- Gerald Bouey (1º de fevereiro de 1973 – 1º de fevereiro de 1987)
- John Crow (1º de fevereiro de 1987 – 1º de fevereiro de 1994)
- Gordon Thiessen (1º de fevereiro de 1994 – 31 de janeiro de 2001)
- David A. Dodge (1º de fevereiro de 2001 – 31 de janeiro de 2008)
- Mark Carney (1º de fevereiro de 2008 – 3 de junho de 2013)
- Stephen Poloz (3 de junho de 2013 –)